# Goldene Mormonentulpe
Die Goldene Mormonentulpe (Calochortus amabilis) ist eine Pflanzenart aus der Gattung Mormonentulpen (Calochortus) in der Familie der Liliengewächse (Liliaceae). 

## Merkmale
Die Goldene Mormonentulpe ist eine herbst- bis frühjahrsgrüne,  ausdauernde krautige Pflanze, die Wuchshöhen von 10 bis 50 Zentimeter erreicht. Dieser Geophyt bildet Zwiebeln als Überdauerungsorgane. Die Laubblätter sind linealisch, leicht blaugrün gefärbt und 20 bis 50 Zentimeter lang, die Grundblätter sind zur Blütezeit erhalten. 
Die Blüten sind nickend, geschlossen und tiefgelb gefärbt. Die äußeren Blütenhüllblätter sind 10 bis 15 Millimeter lang und ausgebreitet, die inneren 16 bis 20 Millimeter lang und bewimpert.
Die Blütezeit reicht von Juni bis Juli.

## Vorkommen
Die Goldene Mormonentulpe kommt in Nordwest-Kalifornien in offenen Wäldern und Gebüschen in Höhenlagen von 100 bis 1000 Meter vor.

## Belege
- Eckehart J. Jäger, Friedrich Ebel, Peter Hanelt, Gerd K. Müller (Hrsg.): Rothmaler Exkursionsflora von Deutschland. Band 5: Krautige Zier- und Nutzpflanzen. Spektrum Akademischer Verlag, Berlin Heidelberg 2008, ISBN 978-3-8274-0918-8.